# Primo Bandini (compositore)
Primo Bandini (Parma, 29 novembre 1857 – Piacenza, 3 maggio 1929) è stato un compositore italiano.

## Biografia
Compì gli studi musicali a Parma, dove studiò pianoforte con Stanislao Ficcarelli e composizione con Giovanni Rossi. Si esibì per la prima volta come timpanista nell'Aida di Giuseppe Verdi diretta da G. Rossi nel 1872. Iniziò a comporre molto presto, secondo la testimonianza della figlia Bianca già a quattordici anni aveva scritto una sinfonia per grande orchestra. La sua formazione scolastica si concluse il primo agosto 1875 con il conseguimento della licenza in pianoforte e composizione con lode distinta, diploma d’onore e il primo posto al premio intitolato al docente di canto Giuseppe Barbacini destinato a giovani meritevoli e bisognosi. Nel 1876 fu eseguita con successo Grande fantasia per orchestra e cori al teatro Reinach di Parma e gli fu riconosciuto «molto estro e severità di studi».
Il suo primo lavoro teatrale, l’opera-ballo Eufemio da Messina su libretto di Attilio Catelli, fu rappresentato il 14 febbraio 1878 a Parma, seguirono Fausta (1886), Janko e Le miliardarie.
Musicista versatile, svolse attività di organista, pianista, maestro di banda, direttore d'orchestra a Parma, Fiorenzuola, Oneglia e poi a Piacenza, dove divenne, prima docente, poi per 40 anni fu direttore del Liceo musicale Nicolini e dirigeva spesso l'orchestra del Teatro Municipale di Piacenza. 
Divenne direttore della scuola di musica di Piacenza nel 1899 succedendo ad Antonio Majocchi, che era stato direttore dal 1856 al 1899. Si fece carico di un progetto di riforma che fu approvato nel 1900. Nel 1927, per sopraggiunti limiti di età, Bandini lasciò l’incarico di direttore dell’Istituto Musicale “Giuseppe Nicolini” a Corrado Fruttero. 
Morì nel 1929.

## Opere

### Opere teatrali
- Eufemio da Messina, opera ballo, libretto di Attilio Catelli, (Parma 1878)
- Fausta, libretto di P. Bettoli (Milano, 1886)
- Janko, libretto di E. Panzacchi e A. Zanardini (1897)
- Le miliardarie, operetta, libretto di Giuseppe Miccoli

### Musica sacra
- Alla Beata Teresa del Bambin Gesù, Inno trionfale per coro a tre voci d’uomini con
- Agnus Dei per coro e orchestra
- Cantata a Maria Vergine, coro per uomini e donne
- Credo per coro e orchestra
- Christus per coro e orchestra
- Inno a Sant'Antonio per 3 voci (tenori 1° e 2° e bassi) con orchestra d’archi e armonium (da eseguirsi come chiusa delle funzioni)
- Invocazione alla Vergine, melodia per soprano o mezzo-soprano

### Composizioni per coro
- Alla Beata Teresa del Bambin Gesù, inno trionfale per coro a tre voci d’uomini con orchestra d’archi, armonio od organo
- Cantata a Maria Vergine, Coro per uomini e donne
- Canti popolari. Raccolta di sei canti popolari per giovinetti d’ambo i sessi da eseguirsi in occasione di feste scolastiche
- Coro per fanciulletti
- Fantasia per orchestra e cori
- Grido di guerra
- Gridiam, gridiam, Coro per ragazzi e uomini (tenori) con orchestra
- Inno al Po
- Inno alla Vittorino [da Feltre] Inno popolare per ragazzi e uomini e banda
- La nostra bandiera. Canto goliardico. Coro uomini, donne e ragazzi all’unisono
- Viva la musica

### Romanze per canto e pianoforte
- A mia figlia Bianca, Romanza
- Al campo santo, Romanza
- Ave Maria
- Berceuse
- Canta! Canto di guerra
- Cantata alla Vergine
- Delusione
- Dolcemente
- Fascino
- La Festa del Nonno
- Le frasche all’aure danzano
- Inno al Po
- Marcia per il 20º Battaglione carri d’assalto
- Ninna Nanna
- Non Dimandar!
- O fiorellino di siepe
- Il Primo Bacio
- Quando al balcon della mia stanza
- Sera d’amore
- Serenata lugubre
- Il tramonto
- Solfeggio

### Musica per orchestra
- Amor fraterno
- Amour
- Elegia per orchestra
- Idillio per orchestra
- In morte di Re Umberto
- Marcia per piccola orchestra
- Marcia- Polka
- Meditazione a grande orchestra
- Minuetto per piccola orchestra
- Omaggio a Ponchielli
- Piccola Polacca per ottavino e pianoforte con accompagnamento d’orchestra.
- Semplicità, Piccolo Valzer «Semplicità» per orchestra
- Preghiera per orchestra
- Preludio per orchestra e pianoforte
- Preludio per piccola orchestra e pianoforte
- Ricordando il Milite ignoto pagine musicali per orchestra
- Sinfonia a piena orchestra (1874)
- Terzetto per flauto, Clarino e Corno con Orchestra

### Musica per banda
- Amor fraterno. Valzer sinfonico
- Gorizia Italiana
- Gran Marcia Trionfale per banda
- Marcia per banda
- Lo Statuto. Marcia Trionfale per banda e fanfara

### Musica da camera
- Canzonetta per archi
- Dialogo amoroso. Piccolo duetto per flauto e clarino con accompagnamento di piano
- Divertimento per Corno da Caccia con accompagnamento del pianoforte
- Melodia appassionata per archi e pianoforte
- Minuetto per archi (quartetto) 1919
- Notturno per violino e pianoforte scritto in memoria di Giacomo Puccini
- Preghiera per archi

### Musica per flauto
- Improvviso per flauto solo

### Musica per pianoforte
- Amor fraterno
- L’aviazione
- Capriccio per pianoforte
- Fuga a quattro parti
- Idillio per pianoforte
- Luisa Miller di G. Verdi: piccola fantasia per pianoforte op. 13
- Marcia XX Battaglioni Carri d’Assalto
- Minuetto per pianoforte «Alla Principessa Jolanda»
- Notturno per pianoforte
- Notturno per pianoforte. Leggendo gli ultimi canti del Purgatorio
- Serenata per villanello per pianoforte
- Tempo di minuetto per pianoforte

### Musica per violoncello
- Improvviso per violoncello